# Alberto Montoreano
Alberto Montoreano es un pintor nacido en Buenos Aires, Argentina. Descubrió la pintura en la escuela de automatismo abstracto.
Realizó muestras individuales y colectivas en las Galerías Lagard (Buenos Aires, Argentine), Meeting Point Art Center (Coral Gables, Estati Uniti), Galería Rodolfo Cascales, Salón Credicoop Primavera, Lirolay Gallery, Galerie Praxis, Sociedad de Artistas Plásticos de Argentina (SAAP), al Centro de Arte de Alto Palermo y desde el 2008 expuso en Galería Centoira, Galerie Palermo H (Buenos Aires, Argentina), Arte Clásica 09 (Buenos Aires, Argentina), Galerie Schody (Varsovia, Polonia),  Centrum Kultury Jezkow Romanakich (Swidnik, Polonia), Galerie Lina Davidov (Paris, Francia), Arte Clásica 10 (Buenos Aires, Argentina) 

Alan Pauls, se refirió a las obras de Alberto Montoreano: 
“…Las obras de Montoreano, llenas de contornos equívocos y de un vertiginoso movimiento de violencia, sensualidad y efectos oníricos son retratos desfigurados por la ironía y el ejercicio deliberado del sarcasmo y de un humor lindante con el surrealismo…”

En palabras de Alberto Montoreano:
“Pintar, es para mí, una sorpresa. Al ir conformándose las imágenes, me entusiasmo, me excito, me sorprendo y a veces, terminó emocionándome. Hablo de ‘sorpresa’, ya que al comenzar nunca imagino lo que irá apareciendo luego. Muchas veces, cuando aprecio el final de una obra, me invade una sensación de alivio. Algo muy dentro mío acaba de salir hacia la tela o el papel. Entonces, visualizo claramente mi alegría y mis amores. Otras veces me siento librado de alguna pesadilla, de algún sueño, de alguna amenaza, de algún temor. La sorpresa no me abandona al continuar observando lo impensado del resultado.”

## En Europa
Montoreano exhibió más de 40 obras en diversas muestras en Varsovia y Swidnik, Polonia, y en París, Francia.  